# Ander Mintegui
Ander Mintegui Rivera (* 20. Mai 2003) ist ein spanischer Skirennläufer.

## Karriere
Mintegui stammt aus Leioa. Sein internationales Renndebüt feierte er am 28. November 2019 bei einem Juniorenrennen in Geilo. Sein erstes internationales Großereignis bestritt Mintegui knapp drei Jahre später. Bei den Juniorenweltmeisterschaften in Panorama belegte er mit der Mannschaft den 9. Platz, als bestes Einzelergebnis erreichte er Rang 19 in der Alpinen Kombination.
2024 gewann Mintegui überraschend die Silbermedaille im Super-G bei den Juniorenweltmeisterschaften in Département Haute-Savoie. Es war dies die erste Medaille für einen spanischen Skirennläufer bei Alpinen Juniorenweltmeisterschaften. Zuvor hatte lediglich Carolina Ruiz Castillo zwei Medaillen gewinnen können.
Den bisher größten Erfolg seiner Karriere feierte Mintegui 2025 bei den Winter World University Games in Turin, als er die Goldmedaille im Super-G gewinnen konnte. Nur wenige Wochen später nahm er an seinen ersten Alpinen Skiweltmeisterschaften teil. Bei den Wettkämpfen in Saalbach belegte er gemeinsam mit Joaquim Salarich den 23. Platz in der erstmals ausgetragenen Team Kombination, in Abfahrt und Super-G schied er jeweils aus.
Zu Saisonabschluss wurde Mintegui erstmals spanischer Meister im Super-G.

## Erfolge

### Weltmeisterschaften
- Saalbach 2025: 23. Team Kombination, DNF Abfahrt, DNF Super-G

### Juniorenweltmeisterschaften
- Panorama 2022: 9. Mannschaft, 19. Alpine Kombination, 29. Slalom, 31. Super-G, 38. Riesenslalom, DNF Abfahrt
- St. Anton 2023: DNF Super-G, DNF Riesenslalom, DNF Slalom
- Haute Savoie 2024: 2. Super-G, 18. Abfahrt, 19. Riesenslalom, DNF Slalom, DNF Alpine Team Kombination

### Europacup
- Eine Platzierung unter den besten 15

### South American Cup
- Eine Platzierung unter den besten 20

### World University Games
- Bardonecchia 2025: 1. Super-G

### Weitere Erfolge
- Spanischer Meister im Super-G (2025)